# Ardabil, Nir, Namin e Sareyn (circoscrizione elettorale)
La Circoscrizione di Ardabil, Nir, Namin e Sareyn è un collegio elettorale iraniano istituito per l'elezione dell'Assemblea consultiva islamica. 

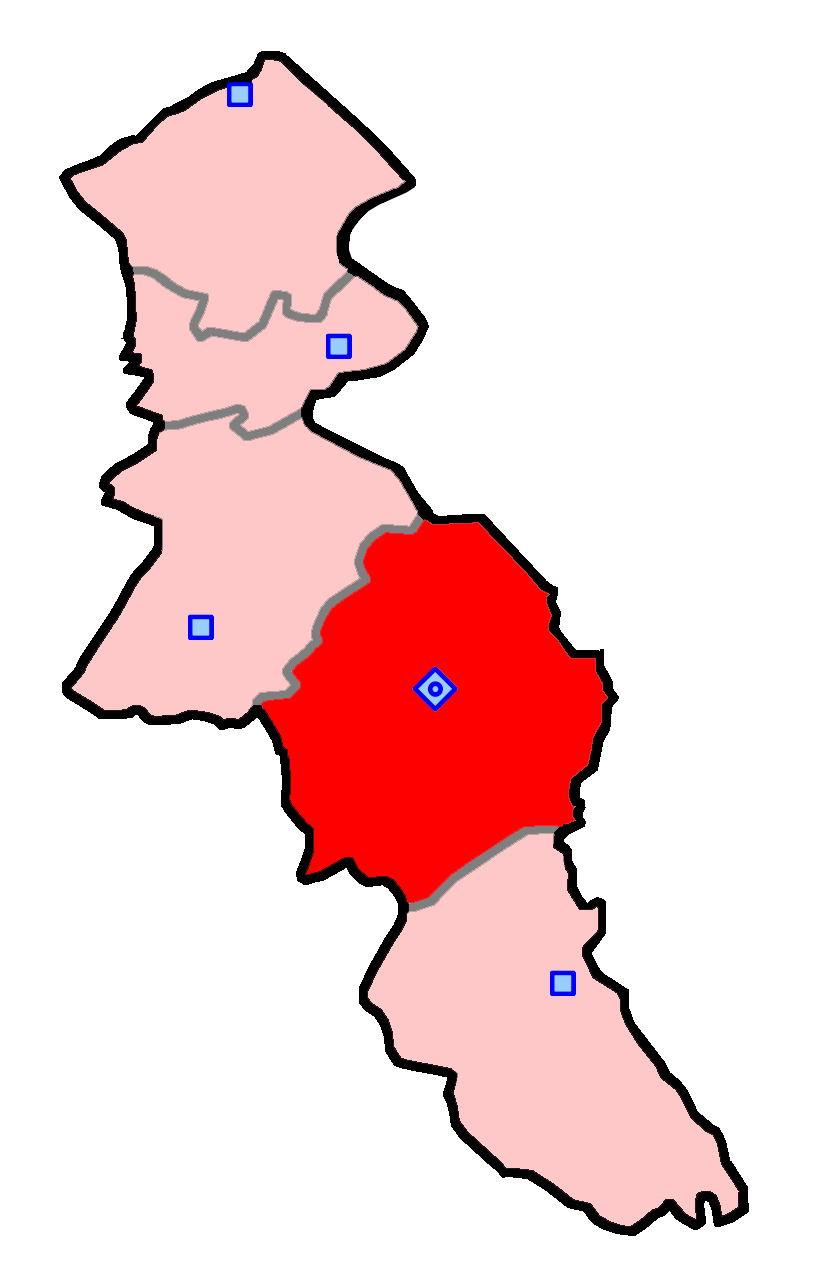
La circoscrizione di Ardabil, Nir, Namin e Sareyn, all'interno della Provincia di Ardabil

## Elezioni
| Elezioni parlamentari in Iran del 2016 | Elezioni parlamentari in Iran del 2016 | Elezioni parlamentari in Iran del 2016 | Elezioni parlamentari in Iran del 2016 | Elezioni parlamentari in Iran del 2016 | Elezioni parlamentari in Iran del 2016 | Elezioni parlamentari in Iran del 2016 |
| #                                      | Candidato                              | Lista(e)                               | Lista(e)                               | Lista(e)                               | Voti                                   |                                        |
| -------------------------------------- | -------------------------------------- | -------------------------------------- | -------------------------------------- | -------------------------------------- | -------------------------------------- | -------------------------------------- |
| 1                                      | Sodeif Badri                           | Grande Coalizione Principalista        |                                        |                                        | 87,784                                 |                                        |
| 2                                      | Reza Karimi                            | Coalizione Pervasiva dei Riformisti    |                                        |                                        | 86,839                                 |                                        |